# East Greenville, Pennsylvania
East Greenville là một thị trấn thuộc quận Montgomery, tiểu bang Pennsylvania, Hoa Kỳ. Năm 2010, dân số của thị trấn này là 2951 người.